# Ameropterus karukerae
Ameropterus karukerae is een insect uit de familie van de vlinderhaften (Ascalaphidae), die tot de orde netvleugeligen (Neuroptera) behoort. 
Ameropterus karukerae is voor het eerst wetenschappelijk beschreven door Lacroix in 1921.